# Lamberto Bodini
Lamberto Bodini (fl. XX secolo) è stato un calciatore italiano, di ruolo difensore.

## Carriera
Debutta in massima serie con il Mantova nel 1922-1923, disputando nel corso di tre anni in Prima Divisione 47 gare.
Lascia definitivamente il club virgiliano nel 1928.

## Palmarès

### Club

#### Competizioni nazionali
- Seconda Divisione: 1

Mantova: 1923-1924